# 性精神病态

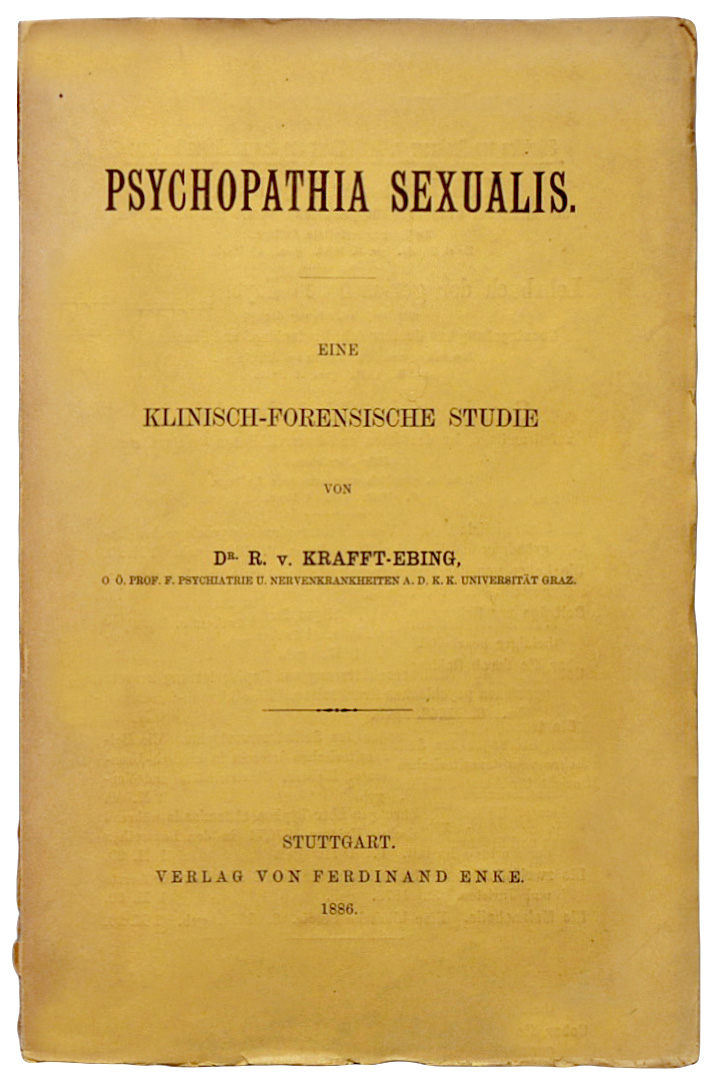
封面

《性精神病态》，或译为《性心理疾病》是奥地利精神病学家理查德·克拉夫特·埃宾（Richard von Krafft-Ebing）发表于1886年的专著，是性科学的开创性著作。
本著作采用传统的临床精神病学方法，搜集各种性偏离行为的病例，对它们加以系统的组织和分类。经多次再版扩充后，成为性变态研究的权威著作。由于有关同性恋的篇幅尤其据多，所以该书后被加上了副题“兼性倒错专题”。

## 内容
《性精神病态》描述了“性生活的各种病态显示”，而划分“病态”的标准则是看性事是否具有生育作用。埃宾在书中指出，不以生育为目的的性行动不能简单地被归为不道德或者犯罪，因为这些行为很可能只是在疾病的作用下产生；不管变态是天生的还是后天得到的，性偏离者因为其心智受到了疾病的破坏，所以无法控制自己的强烈欲望，因而我们不能强求他们对自己的行为负责，而是应该对他们施加治疗。埃宾还指出，只有医生才能判断出一个人的不良行为是出于恶意，还是因为受到疾病的驱使，而律师和常人在这个问题上是不应该有任何发言权的。参见社会建构主义所持的反对观点。
一百多年来，《性精神病态》作为同性恋病理化研究最重要的“科学”著作，其作用是两面性的。一方面，它使同性恋（以及其它不涉及到生育的性行为）议题突破了基督教道德至上的桎梏，标志着新的科学领域──性学──的诞生（《性精神病态》第一版发表的1886年往往被称为性学的创始年）。埃宾把“反常”的性行为归为疾病，赋予了它们科学研究的严肃性。病理化使同性恋脱了“罪”冠，戴上了“病”冠，从此医生可以出庭为同性恋“病人”作证，使他们脱离牢狱之灾；从人道主义的立场来看，克拉夫特－埃宾的研究有其进步的意义。
另一方面，也正是这本书，让同性恋正式病理化，成为“治疗”同性恋的始作俑者。书内的观点对“神经病”、“退化”字眼的使用，暗示了同性恋“低劣的人格”。
《性精神病态》在医学史上具有很重要的地位，但这本著作的医学价值在现代科学发展的面前，已经被重创得体无完肤，正如医学史学家托马斯·萨斯（Thomas Szasz）所言，如果从现代科学的角度来看，撇开埃宾时代的历史和社会条件的限制不谈，那么“《性精神病态》中所谓辛勤的科学劳动结晶充其量不过是满纸谬误”。
埃宾在1901年，有所改变他在《性精神病态》一书中的观点，认为同性恋在伦理上可以与异性恋并行不悖，但他仍未改變將其加以病理化的心態。

## 改編作品
2006年的美國電影《性病態心理學》是基於此書改編。